# Acaiatuca
Acaiatuca är ett släkte av skalbaggar. Acaiatuca ingår i familjen långhorningar.
Kladogram enligt Catalogue of Life:
| Acaiatuca | \| \| Acaiatuca denudata \| \| \| \| \| \| Acaiatuca quadricostata \| \| \| \| |
|           | \| \| Acaiatuca denudata \| \| \| \| \| \| Acaiatuca quadricostata \| \| \| \| |
|           | Acaiatuca denudata                                                             |
|           |                                                                                |
|           | Acaiatuca quadricostata                                                        |
|           |                                                                                |